# Mooney International Corporation
A Mooney International Corporation é uma fabricante de aviões dos Estados Unidos. 
A Mooney foi líder na aviação civil, mesmo quando a companhia faliu e nas muitas vezes em que mudou de proprietário. Entre seus feitos, está o primeiro avião a pistão monomotor pressurizado (M22 Mustang), o primeiro avião a atingir 201 mph (323 km/h) a 200 hp (320 km/h a 150 kW) (M20J 201) e o voo intercontinental em um monomotor a pistão mais rápido (M20K 231).